# パラデシーム
パラデシーム（Paradesim）とは、1492年のスペイン追放以降、南部インドのケララに移住したセファルディムやミズラヒムの呼称。それ以前からケララに住んでいたコーチン・ユダヤ人が"黒いユダヤ人"と呼ばれたのに対して、"白いユダヤ人"と軽蔑的に呼ばれた。
パラデシームの本来の言語はラディーノ語（ユダヤ・スペイン語）だった。彼らのラディーノは、コーチン・ユダヤ人の言語であるユダヤ・マラヤラム語に多数の借用語を提供した。